# Institut Mines-Télécom Business School
A Institut Mines-Télécom Business School é uma escola de comércio europeia com campus em Paris e Évry. A escola foi fundada em 1979.

## Descrição
A IMT BS possui tripla acreditação; AMBA, CGE e AACSB. A escola possui cerca de 7.500 ex-alunos.

## Programas
A IMT BS possui mestrado em Administração e várias outras áreas, tais como Marketing, Finanças, Mídia e Recursos Humanos. Finalmente, a IMT BS também possui programa de doutorado (PhD).

## Rankings
Em 2019, seu mestrado em Administração foi considerado como 61º do mundo pela Financial Times.